# تازه‌آباد (رحیم‌آباد)
تازه‌آباد اشکور روستایی در دهستان شوئیل بخش رحیم‌آباد شهرستان رودسر استان گیلان ایران است.

## جمعیت
بر پایه سرشماری عمومی نفوس و مسکن در سال ۱۳۹۵ جمعیت این روستا ۲۴ نفر (۶خانوار) بوده‌است.